# Myrcia deflexa
Myrcia deflexa là một loài thực vật có hoa trong Họ Đào kim nương. Loài này được (Poir.) DC. mô tả khoa học đầu tiên năm 1828.